# Pierre de Mirabel
Pierre dit de Mirabel est un évêque de Vaison de la première moitié du XIe siècle, sous le nom de Pierre II.
Il est parfois confondu avec Pierre Ier, évêque de Sisteron (1030-1046), ainsi que son petit-neveu, Pierre II de Nice, dit aussi de Mirabel, abbé de Saint-Florent d'Orange, évêque de Vaison.

## Biographie

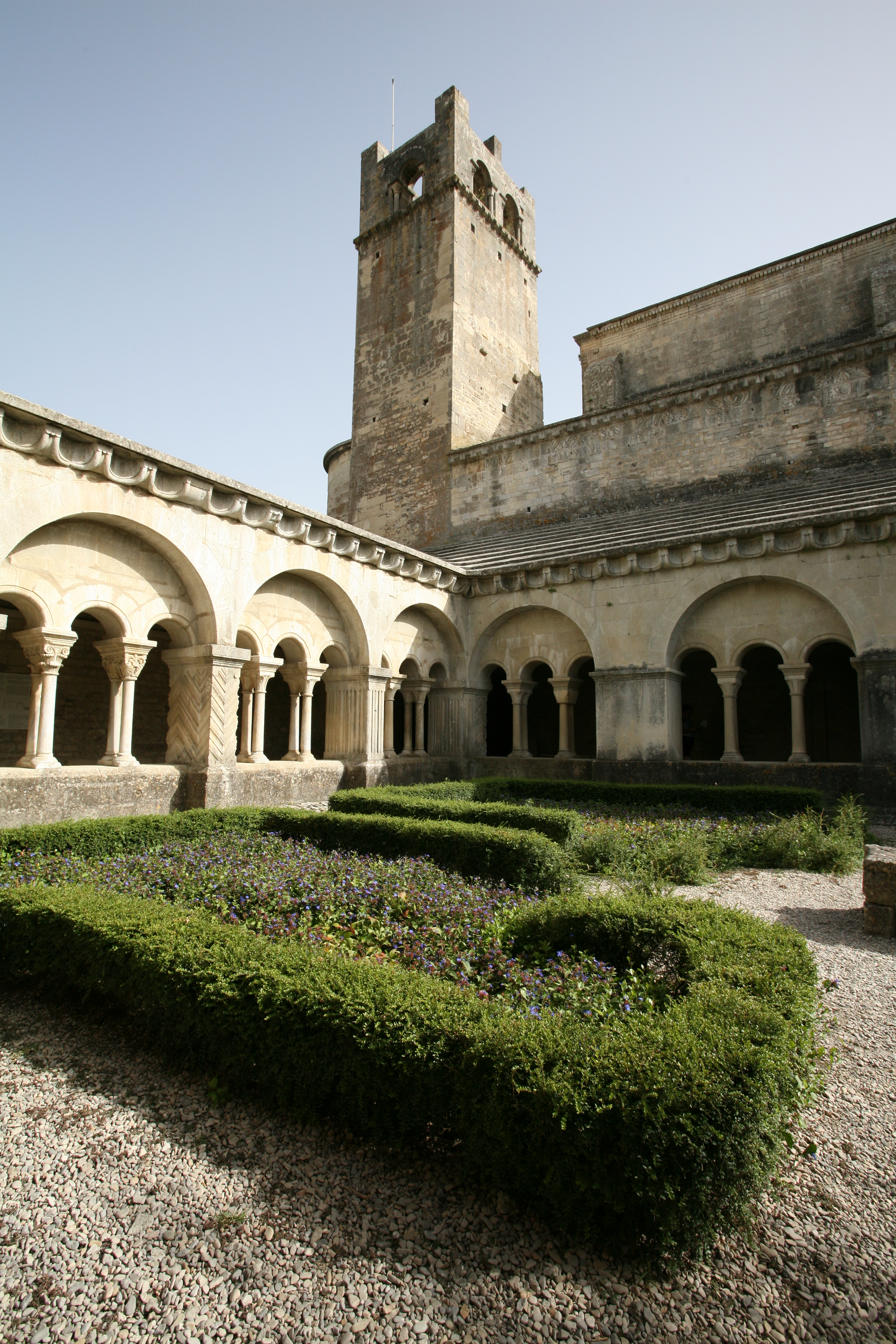
Pierre de Mirabel fait construire le cloître de la cathédrale Notre-Dame-de-Nazareth de Vaison

### Origines
Ses origines ne sont pas précisément connues. L'archéologue médiéviste Marie-Pierre Estienne (2004) considère qu'il pourrait appartenir à la branche des Mirabel des Mévouillon,. Le chanoine Cyprien Perrossier (1881), archiviste diocésain de Valence et auteur d'une notice sur l'évêque, considérait qu'il appartenait aux seigneurs de Mirabel, près de Nyons.
Sa filiation repose notamment sur l'interprétation d'un acte du Cartulaire de Cluny, no 2779, daté du 22 mai 1023. Ce document mentionne deux frères, Laugier/Léger et Pons (Leodegarius et Poncius), déterminés à se faire moines à Cluny, et faisant un don à l'abbaye de Cluny de la moitié du castrum d'Altonum (Albon), dans le diocèse de Die, et des dépendances, avec le consentement de six autres frères — Féraud, (domni Feraldi), Pierre (domni Petri episcoporum), Arnoux/Arnoul/Arnulfe (domni Arnulfi), Geraud/Gérard/Giraud (domni Geraldi), Raoul/Roux/Rodolphe (domnique Rodulfi) et Raimbaud (domni Raimbaldi) —, qui obtiennent en contrepartie des alleux. 
Deux hypothèses s'opposent concernant ces frères.

La première considère que Laugier/Léger serait Laugier, mari d'Odile (Poly, 1976 ; Estienne, 2004 ; Varano, 2011). Selon cette interprétation, Pierre serait le frère de Laugier [de Nice] et ainsi fils de Pons II de Mevouillon (Poly, 1976 ; Estienne, 2004 & 2008,.).

La seconde hypothèse le fait fils de Laugier [de Nice] et de l'une de ses deux épouses (Foulon/Varano, 2013). La Gallia christiana novissima (1899-1920) indiquait ainsi « fils de Laugier, riche et puissant seigneur des Alpes », en spécifiant que sa mère n'est pas Odile, mais Richilde première épouse de Laugier. Ils corrigeaient cependant en indiquant qu'il semblait plus probablement le fils d'une première épouse, Richilde. L'historien Jules Chevalier (1897) avançait lui aussi qu'il était le fils de Laugier, mais issu d'Odila.
Une autre hypothèse le dit fils d'Ismidon. Caïs de Pierlas (1885) parlait d'Ismidon de Royans, dit le vieux, et d'Alloy, dame de Royans,,, tandis que Manteyer (1908) avançait l'hypothèse qu'il soit l'un des trois fils — Bermundus, Feraldus et Logerius — d'Ismidon [de Valence ?].

### Carrière épiscopale
L'archiviste Perrossier (1881) avançait qu'il est « difficile de fixer avec précision les dates extrêmes de l'épiscopat de Pierre de Mirabel », surtout qu'il est placé dans la liste épiscopale « entre deux homonymes ». La première mention d'un Pierre, évêque, remonte à l'année 1009 et le prénom se retrouve dans les actes jusqu'en 1080. Perrossier (1881) plaçait son épiscopat entre 1009/10 et 1056, en se référant base notamment « sur un acte du 5 avril 1053 dans lequel il est dit que cette année-là était la quarante-troisième de son ordination » (probablement épiscopale). Estienne (2008) indique l'épiscopat entre 1010 et 1034.
Il est moine de l'abbaye de Saint-Florent d'Orange au moment de son ordination. Estienne (2008) indique qu'il en aurait été abbé, alors que dans une publication précédente (2004) elle désignait abbé Pierre III de Mirabel, fils de Raimbaud et petit-fils de Laugier.